# 犯罪

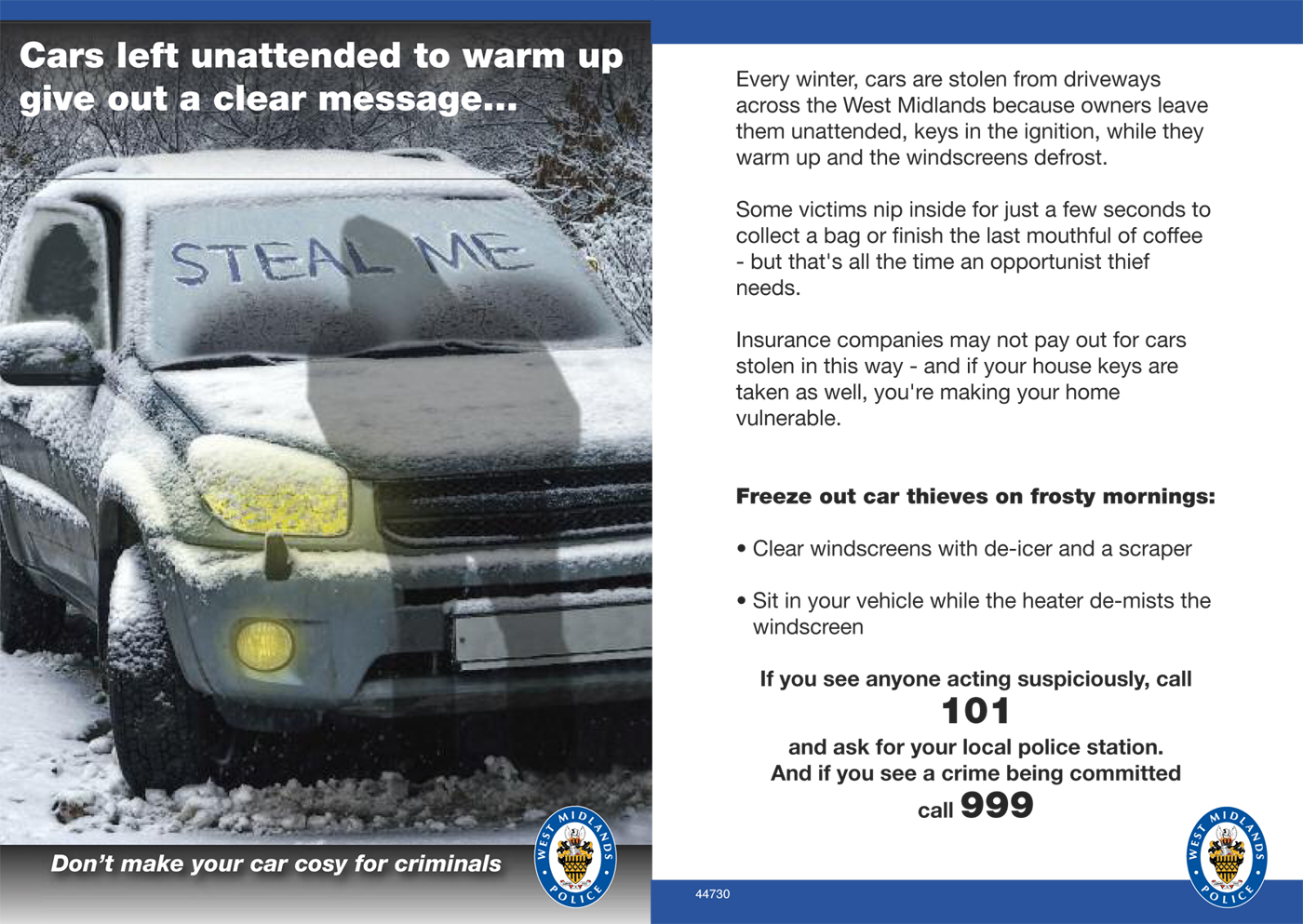
汽車盜竊的防範海報

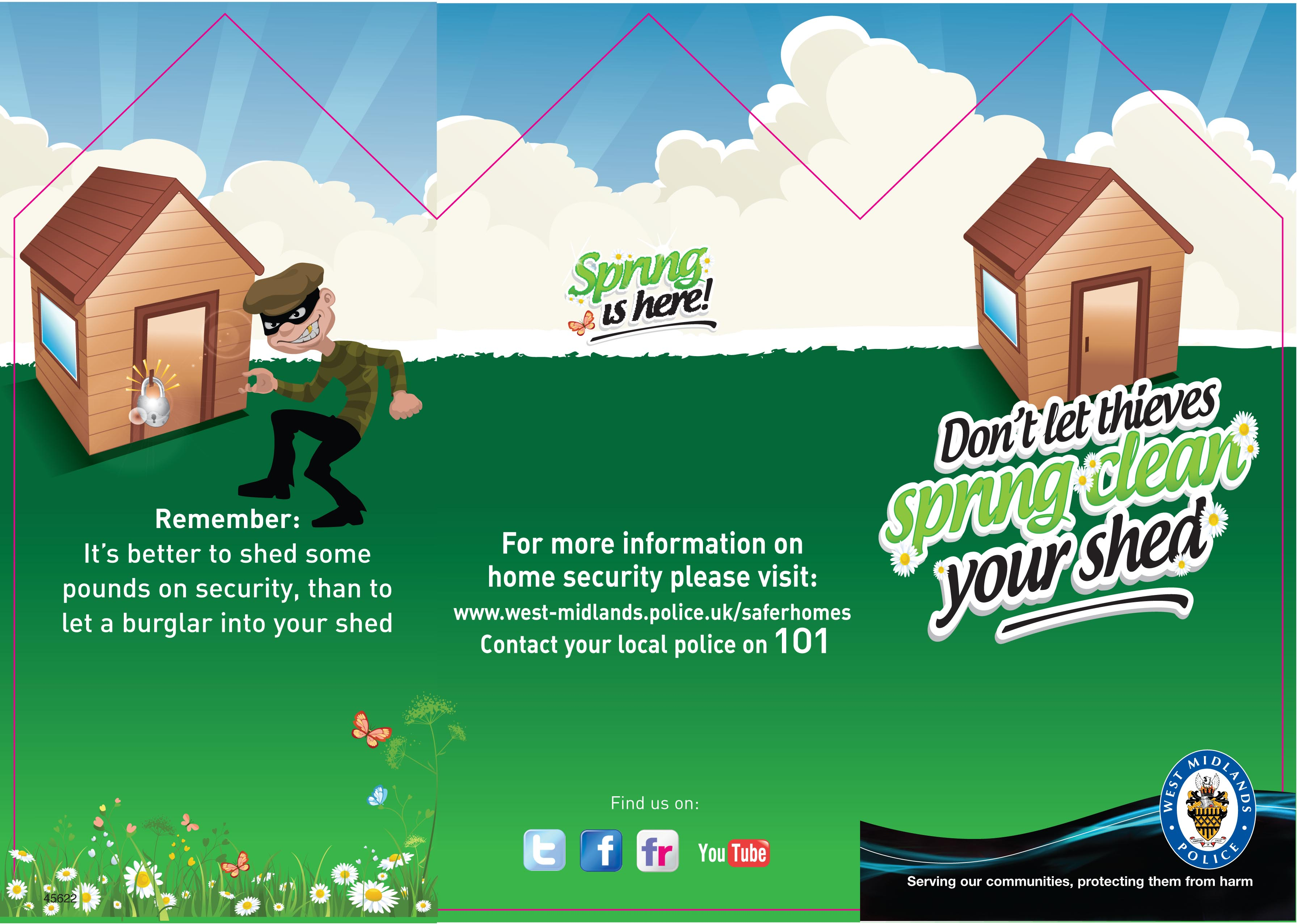
入戶型犯罪

犯罪（英語：crime）指做出牴觸刑法規範的行為。一般而言，犯罪的原因可能是為了自身利益、復仇等動機，而使犯罪行為人不惜違逆法律、承受刑罰。學界將研究犯罪的學術領域稱為犯罪學。
犯罪在英美法系下被稱爲「威脅，有害或以其他方式危及人身財產，健康，安全和道德福利的行為。」
歐陸法系下，犯罪者被稱爲罪犯、犯人、犯罪分子、犯罪嫌疑人、嫌犯、犯嫌、兇嫌、犯罪行為人、犯罪人、行為人等。
犯罪是由法律定義出來的（若某事被適用的法律視為是犯罪，那就是犯罪）。另一種定義是犯罪是一種不止對其他個體有害，對群體或國家也有害的行為，法律會訂定禁止這様的事，並訂定罰則。
法國社會學家涂爾幹指出，犯罪存在於所有社會當中，所有的社會都有罪犯。謀殺、強姦、販毒及偷竊、詐騙等犯罪是被世界各地禁止的行為。但有關犯罪的明確定義則由刑法訂定，國家不得懲罰無罪之人，此即罪刑法定，是現代刑法的最高指導原則。

## 定义
犯罪可以定義為是危害他人、社會或者國家的行爲，訂立法律的目的在於保護人民所享有的基本權益，凡是違反刑法規定，故意破壞他人受到法律所保障的權益稱為犯罪行為。

### 立法例

#### 中华人民共和国
《中华人民共和国刑法》第13条对犯罪的定义是：「一切危害国家主权、领土完整和安全，分裂国家、颠覆人民民主专政的政权和推翻社会主义制度，破坏社会秩序和经济秩序，侵犯国有财产或者劳动群众集体所有的财产，侵犯公民私人所有的财产，侵犯公民的人身权利、民主权利和其他权利，以及其他危害社会的行为，依照法律应当受刑罚处罚的，都是犯罪，但是情节显著轻微危害不大的，不认为是犯罪。」

#### 中華民國
《中華民國刑法》定義「犯罪」為「刑事法律所禁止之一切行為」。反之，若行為當下未受相關法律禁止，則不得定罪，也不能處罰。另依《刑事訴訟法》規定，被告於審判證明有罪前，為無罪。

## 基本特征

### 社会危害性
从犯罪的阶级本质属性来看，犯罪的社会危害性就是某种行为在一定历史时期内对统治阶级的利益和统治秩序造成的损害。从犯罪的法律的表现形式上看，犯罪的社会危害性就是指某种行为对刑法所保护的社会关系造成的损害。

### 刑事违法性
行为人违背刑法规范的要求，实施了为刑法所禁止的。行为或者拒不实施刑法命令实施的行为，而严重违反了刑事法律义务而具有的特性。

### 应受刑罚惩罚性
- 该特征是犯罪行为区别于一般违法乱纪行为以及某些不道德行为的标志。
- 此处意为应不应当受到刑罚处罚，而不是需不需要给予刑罚处罚。

### 三特征间的关系
- 行为具有严重的社会危害性，是犯罪的最本质特征，是刑事违法性和应受刑罚处罚性的前提和基础
- 刑事违法性是社会危害性的法律表现，是连接犯罪的社会危害性和应受刑罚处罚性的桥梁和纽带。
- 应受刑罚处罚性是犯罪的社会危害性和刑事违法性的必然结果。[7]

## 範圍
殺害、傷害他人或偷竊等行為普遍被認為是犯罪行為，稱為自然犯罪，即這種行為在根本上受負面評價；但是根據罪刑法定原則，若法無明文，縱然是自然犯罪也不得處罰。將一個原本不是犯罪的行為規定為犯罪行為，稱為入罪化；而將一個原本是犯罪的行為規定為非犯罪，稱為除罪化。
有些行為雖然經過除罪化，但是只要是在社會上仍然屬於負面評價之行為，仍然會成為犯罪學研究的對象。亦即，犯罪學中所認定的犯罪範圍不以法律所定之犯罪行為為唯一的標準，有時已經除罪化之行為仍然會被犯罪學當做探討研究的對象。

## 犯罪的理论分类
理论上刑法常分为自然犯和法定犯、身份犯和非身份犯、行为犯和结果犯、实害犯和危险犯。

### 自然犯和法定犯
自然犯是指违反公共善良风俗和人类伦理由，刑法典或者单行刑事法律所规定的传统性犯罪。法定犯是指违反行政法规中的禁止性规定，并由行政法规中的刑事罚则所规定的犯罪。

### 身份犯和非身份犯
身份犯是指法律规定以行为人特定身份作为定罪或者量刑依据的犯罪。非身份犯是指身份犯以外的刑法对犯罪主体条件未作特别限定的犯罪。

### 行为犯和结果犯
行为犯是指以侵害行为之实施完毕为成立犯罪既遂条件的犯罪。结果犯是指以侵害行为产生相应的法定结果为构成要件的犯罪。

### 实害犯和危险犯
实害犯是指以出现法定的危害结果为构成要件的犯罪。危险犯是指以实施危害行为并出现某种危险状态为构成要件的犯罪。

## 判斷過程
現今大陸法系中，判斷一行為是否構成犯罪的通說為犯罪三階層理論，即根據構成要件的該當性、價值評價上的違法性、行為人認識層面的有責性綜合判定行為人是否有罪。应用三段论证的这一过程称之为定罪量刑，除了法院以外，其他任何机关及个人都不拥有將他人宣告為有罪的權利。學界另有「二階理論」的主張，在中华人民共和国亦有採取「四要件理論」定罪的方法。
普通法中，犯罪要件則為犯罪意識、犯罪行為、因果性、共時性。

## 處理
檢調單位搜索到嫌疑人時，如認其犯罪嫌疑重大，或有潛逃、串供、滅證之虞，就會聲請法院准許羈押嫌疑人。在法院批准後，檢方通常會將其扣留於看守所或者羈留室，除非沒有保釋制度，否則有時候會准許保釋。然後，由法院傳喚被告接受審判，這個過程稱為刑事訴訟。刑事訴訟一般而言會先經過起訴程序，待法院受理案件後才會移請法官進行審判。起訴分為二種，一為由檢察官擔任原告的公訴，一為被害人自行委任律師（訴訟代理人）進行提告的自訴。
如果法院判決被告有罪，被告通常會受到判刑，例如罰金、自由刑（例如拘役、有期徒刑或無期徒刑）或者死刑等等，也有可能被处以肉刑（如果當地保留肉刑）。对于情節輕微者，可能緩刑；針對不同的情況，也有可能施以非刑罰的保安處分。如果法院判決被告無罪，就不能對其科處任何刑罰。如被告不服有罪判決，或原告不服無罪判決，仍可提出抗告，由上級法院決定要維持原判或撤銷原判之效力。一般來說，提出抗告的案件由最高法院判決確定後即為定讞，不得再訴。但若最高法院的判決違背法令或有其他不利於被告之事由，且無其他救濟管道，則可依法提出非常上訴。非常上訴成立後，即須將案件退回最高法院重審。